# Ernesto Teodoro Moneta

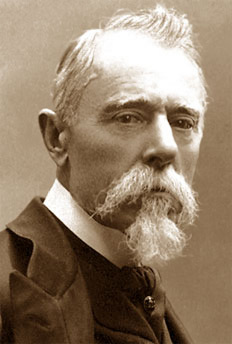
Ernesto Teodoro Moneta (1907)

Ernesto Teodoro Moneta (* 20. September 1833 in Mailand; † 10. Februar 1918 ebenda) war ein italienischer Publizist und Politiker. Für sein Engagement in der Lombardischen Friedensliga Unione Lombarda per la Pace e l'Arbitrariato, deren Gründer und Präsident er war, erhielt er 1907 den Friedensnobelpreis.

## Biographie
Ernesto Teodoro Moneta wurde 1833 als Sohn eines Eisenwarenhändlers in Mailand geboren und hatte zehn Geschwister. Er wurde von seinen Eltern patriotisch erzogen. 1847 begannen die Volksunruhen gegen die österreichische Besetzung, bereits 1848 nahm Moneta am Mailänder Aufstand teil. 1859 schloss er sich gemeinsam mit fünf seiner Brüder dem Alpenregiment an und 1860 kämpfte er für Giuseppe Garibaldi in Kalabrien als Adjutant seines Generals, wo er unter anderem in der Schlacht von Volturno und bei der Einnahme von Gaeta kämpfte. 1866 verließ er nach der verlorenen Schlacht bei Custoza die Armee und wurde Redakteur bei der Mailänder Zeitung Il Secolo.
1870 begann sein Engagement für die italienische Friedensbewegung. 1878 gründete Moneta als Antwort auf den Krieg in Bosnien-Herzegowina die Lega di Liberta, Fratellanze e Pace, die jedoch unbedeutend blieb. 1887 war er der Gründer der Lombardischen Friedensliga Unione Lombarda per la Pace e l'Arbitrariato, die schnell zur wichtigsten Friedensorganisation Italiens wurde. 1890 baute er die Redaktion des jährlich erscheinenden Vereinsmagazins Almenace della Pace auf, ein Jahr später wurde er Präsident der Organisation. Er organisierte zudem 1891 die Konferenz der italienischen Friedensgesellschaften und war nachfolgend bei den meisten europäischen Friedenskongressen anwesend. Durch eine von ihm organisierte pazifistische Propagandaausstellung 1894 erhielt die Bewegung weiteren Zuspruch und 1896, nach der Schlacht von Adua, brachte er eine Unterschriftenliste mit 120.000 Namen in die italienische Regierung zur Beilegung des Krieges ein, die er auch durchsetzte. 1898 gründete Moneta mit der halbjährlich erscheinenden Zeitung La Vita Internazionale eine der wichtigsten pazifistischen Zeitungen Europas.
1904 wurde Moneta der Vorsitzende des ersten internationalen Friedenskongresses in Turin, 1907 erhielt er für seine Arbeit zusammen mit dem französischen Juristen Louis Renault den Friedensnobelpreis, wobei er den Großteil des Preisgeldes an die Unione Lombarda spendete. 1911 geriet Moneta aufgrund seiner Befürwortung eines Eroberungskrieges der italienischen Truppen in der Türkei in die Kritik, im Ersten Weltkrieg versuchte er vor allem durch Artikel in seiner Zeitung, das italienische Volk zu ermutigen. 1918 starb Moneta in seiner Heimatstadt Mailand, nur zwei Tage nach Louis Renault.